# Rue Monticelli
La rue Monticelli est une voie du 14e arrondissement de Paris, en France. 

## Situation et accès
La rue Monticelli est une voie publique située dans le 14e arrondissement de Paris. Elle débute aux 95-101, boulevard Jourdan et se termine place Ambroise-Croizat.
Le quartier est desservi par la ligne de métro 4 à la station Porte d'Orléans.

## Origine du nom

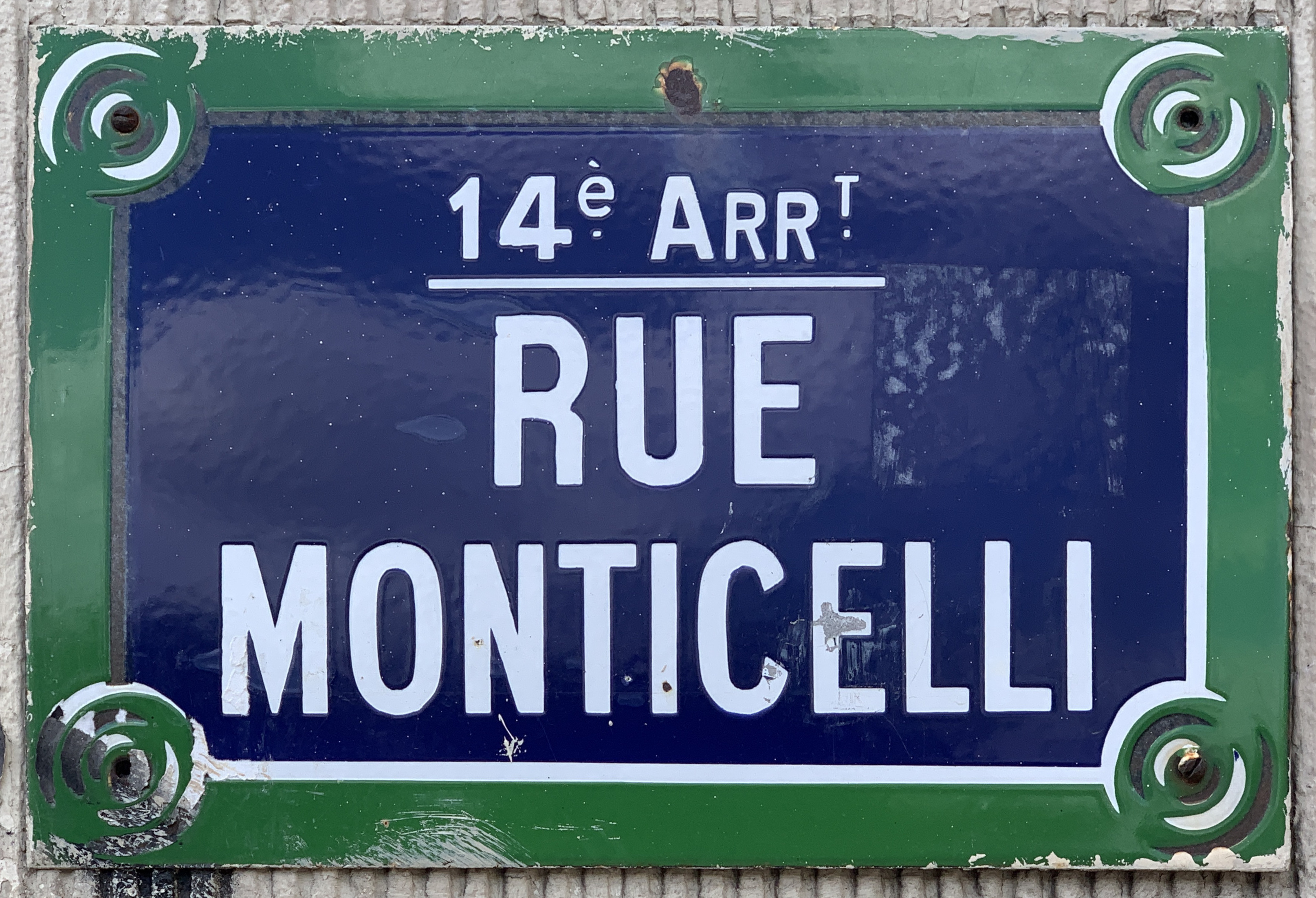
Plaque de la rue.

Elle porte le nom du peintre français Adolphe Monticelli (1824-1886).

## Historique
La voie a été ouverte en 1926, sous le nom de « rue Gabriel-Fauré », sur l'emplacement du bastion no 80 de l'enceinte de Thiers, et a pris sa dénomination actuelle en 1929.

## Bâtiments remarquables et lieux de mémoire
- Ont habité dans cette rue: le linguiste Emile Benveniste, les historiens Fernand Braudel et Jacques Le Goff, le secrétaire perpétuel de l'académie des sciences Alfred Jost, le chanteur Renaud.
- No 1 : l’écrivain René Daumal est mort à cette adresse le 21 mai 1944[2].